# چوگان (فراهان)
چوگان روستایی است از توابع شهرستان فراهان در استان مرکزی. این روستا در بخش مرکزی این شهرستان قرار دارد.

## مشخصات منطقه‌ای
روستای چوگان در فاصله ۱۰۰ کیلومتری شهر اراک و جز بخش خنجین قرار دارد؛ جمعیت این روستا در حدود ۳۰۰ نفر می‌باشد؛ مختصات جغرافیایی روستای چوگان ۴۹ درجه و ۴۹ دقیقه طول شرقی و ۳۹ درجه و ۲۴ دقیقه عرض شمالی در شمال غربی استان مرکزی قرار دارد.
ارتفاع این روستا از سطح دریا ۱۷۰۰ متر می‌باشد؛ روستای چوگان از شرق با روستای کسراصف و از غرب با روستای گورچان همسایه است؛ روستای چوگان تا سال ۹۰ زیر نظر شهرستان کمیجان بود ولی از سال ۹۱ به شهرستان فراهان انتقال داده شد.
فاصله این روستا تا شهر کمیجان ۲۵ کیلومتر و تا شهر فرمهین ۵۰ کیلومتر است.

## علت نام گذاری روستا
علت نامگذاری این روستا به نام چوگان
مقدمه:
از روزگاران گذشته جستارهای‌های فراوانی پیرامون نام روستای چوگان وجود داشته است. این جستارها در حالی انجام می‌شوند که در کمتر بحثی نام روستا موشکافانه و از دید ریشه یابی مورد بررسی قرار می‌گیرد در اینجا قصد دارم تا به شکل تحلیلی به واکاوی ریشه نام روستای چوگان بپردازم.
ریشه واژه چوگان در زبان پارسی
چوگان در فارسی میانه چوپَکان و چووِگان است و در پَشتو چَوْگان می‌باشد. جهانگیری در کتاب خود آن را چوب بلند سرکجی برای استفاده در بازی گوی معنا کرده است و مؤلف فرهنگ نظام از آن به عنوان چوب دستی سرخمیده‌ای که بدان گوی بازی کنند نام برده است و دکتر میرزا علی‌اکبرخان نفیسی ناظم‌الاطبا می‌گوید چوبی است که دسته آن راست و باریک و سرش کمی خمیده است و بدان در بازی مخصوصی گوی زنند. محمد غیاث‌الدین بن جلال‌الدین رامپوری در فرهنگ غیاث و به تبع او آنندراج می‌نویسند که چوگان مخفف چولگان، است مرکب از چول به معنی خمیده و گان که پسوند نسبت است. (پسوندهای نسبت ساز در زبان فارسی «ی، ین، ینه، گان، گانه، انه، ئیه/یه» هستند. شواهد زبانی نشان می‌دهد که با اتصال این پسوندها به واژه، غیر از مفاهیم هسته ای «منسوب به» و «مربوط به» در بعضی از کلمات مفاهیم حاشیه ای از قبیل دارندگی، شباهت، امکان، الزام، منشأ، جهت، غایت، مرتبه، شیوه، محدوده، کمیت، واسطه و … نیز برداشت می‌شود) داعی الاسلام نیز در فرهنگ نظام آورده است: شاید چولگان به معنی منسوب به چوله لفظی بوده که الف و نون نسبت ملحق به چوله شده و «ها» مبدل به گاف شده اگرچه خود لفظ چولگان از میان رفته، لیکن چوله (به معنی کج) هنوز وجود دارد و استعمال می‌شود.
چول در برهان قاطع خم و خمیده آمده است و نفیسی نیز چوله را خمیده و منحنی بیان کرده.
در نتیجه واژه چوگان را می‌توان به‌صورت «گرد و خمیده» معنی کرد.
ریشه چوگان در زبان ترکی
در دیوان لغات الترک محمود کاشغری واژه چوگان (chowgan) به صورت"چووقان یا چؤوْگَن" آمده است. چؤگَن یا چؤوْگَن در لهجه قشقایی نیز به نوعی چوبدستی گفته می‌شود که سری خمیده شکل داشته و برای گرفتن بزغاله‌ها و بره‌ها از فاصله دور استفاده می‌شود. (در لهجه کوره‌ای (روستای کوره در نزدیکی روستای چوگان) نیز این واژه به صورت چؤگَن یا چؤوْگَن بیان می‌شود که با گویش قشقایی آن هماهنگی دارد. این موضوع از آن حیث قابل توجه است که برخی از اهالی روستای چوگان اجداد خود را منسوب به شیراز می‌دانند، منطقه تنگ چوگان از توابع استان فارس [تنگه‌ای در نزدیکی شهر بیشاپور در کازرون] که نام، زبان و لهجه‌ای مشابه روستای چوگان دارد) واژه چؤگن متشکل از ریشه+پسوند فاعلی استمراری (پسوند فاعلی در ترکی شرقی) می‌باشد. واژه "چؤ" ریشهٔ واژه‌های فراوانی در زبان ترکی مانند: "چؤپ (چوب)، چؤکمک (خم شدن، زانو زدن)، چؤلمک (ظرف گرد، دیزی)، چؤمه (گرد)، چؤل (خارج از خانه، در معنای حقیقی پشت و عقب) و …" می‌باشند. این ریشه معنای کلی "خمیدگی و گردی" را با خود حمل می‌کند. در نتیجه واژه چؤوْگَن را می‌توان به‌صورت "گرد و خم شونده" معنی کرد.
باتوجه به ریشه یابی واژه چوگان که در هر دو زبان فارسی و ترکی انجام گرفت، به احتمال قوی می‌توان ادعا کرد که نام روستای چوگان بر اساس شکل منطقه آن که به صورت خمیده می‌باشد در آن زمان انتخاب شده است. (بنابر احتمال اهالی قدیمی روستای چوگان با توجه به مسیر حرکت رودخانه متوجه این خمیدگی شده بودند که نقشه‌های هوایی منطقه این نظریه را تصدیق می‌کنند)

## جمعیت
طبق سرشماری مرکز آمار ایران، جمعیت چوگان در سال ۱۳۹۵ برابر با ۳۰۰ نفر بوده است. این روستا ۵۰ خانوار دارد.